# 罗兰·特尼
罗兰·特尼（德語：Roland Thöni，1951年1月17日—2021年4月4日），意大利男子高山滑雪运动员。他曾代表意大利参加1972年和1976年冬季奥林匹克运动会高山滑雪比赛，获得一枚铜牌。